# Muttinès
Muttinès (en phénicien mtn "Mattan" signifiant «Cadeau (de la divinité)» ) est un officier carthaginois issu de la notabilité libyphénicienne d'Hippo Akra, l'actuelle Bizerte et qui s'illustra durant la seconde guerre punique en Sicile où à la tête d'un contingent de cavalerie numide, il enchaîna les exploits.
Il évolua très jeune dans l'entourage des Barcides avec lesquelles il fut formé au métier des armes et ainsi intégra plus tard l'état-major d'Hannibal.

## Biographie

### Avant la défection
Son mérite personnel lui permit d’acquérir un commandement en Sicile à la tête d’une troupe de cavalerie numide composée de 2000 à 3000 hommes. En effet, il fut dépêché en Sicile sous ordre d’Hannibal après la chute de Syracuse en 212 et en remplacement d’Hippocrates qui perdit la vie durant le conflit. Pour éviter que le déroulement des opérations ne lui échappe complètement, Carthage déploya sur le théâtre des opérations ses propres généraux sous les ordres directs du Sénat. Ainsi Epicydès, Hippocrates et Muttinès – tous officiers d’Hannibal - furent soumis à l’autorité du général Imilco puis d’Hannon, tous deux envoyés en Sicile sur ordre du Sénat.
De 212 à 210, Muttinès se montre particulièrement efficace en Sicile en enchaînant les victoires et exploits. Ce qui le rend très populaire tant auprès de ses hommes que de ses alliés siciliens. Ainsi, il brûle les terres des alliés de Rome, remporte des victoires contre ceux-ci mais aussi contre les forces romaines elles-mêmes. Ces victoires encouragent les généraux Epicydes et Hannon à établir leur camp près d’Himère à l’hiver 212 non loin du fleuve du même nom, dans l’espoir d’affronter les troupes du général Marcus Claudius Marcellus. Après cette initiative, ce dernier décide d’installer son camp et ses troupes sur l’autre rive et ainsi observer le mouvement des troupes rivales. Cependant, Muttinès ne lui laisse aucun répit, traverse le fleuve et harcèle les avant-gardes de Marcellus. Il parvint même à repousser l’ensemble de l’armée romaine au terme d’un engagement frontal. Devant se rendre à Héracléa Minoa pour s’occuper d’une sédition de 300 de ses cavaliers numides, Muttinès dut s’absenter. Profitant de l’occasion et d’après Tite-Live ne souhaitant pas qu’il acquière trop de gloire, ses généraux ne prêtent guère attention à ses recommandations et décident alors de traverser le fleuve et d’engager les forces de Marcellus. Auparavant les troupes numides restées fidèles à Muttinès et indignées de la façon dont leur chef fut traité, avaient préalablement envoyé 10 hommes à Marcellus l’informant que les Numides resteraient neutres durant la bataille. N’étant plus soutenu par la cavalerie numide, la bataille se conclut sur une défaite écrasante avec des milliers d’hommes tués et capturés, le reste se réfugiant à Agrigente. Mais la renommée grandissante de Muttinès finit par attiser la haine et la jalousie de ses généraux et notamment Hannon qui d’après Tite-Live le traite même d’ « africain dégénéré ». De même, il l’écartera du commandement qu’il confiera à son propre fils.

### Aux côtés de Rome
Face à un tel dénigrement et une telle injustice, Muttinès fait défection en 210 et rejoint les rangs de Rome. Des négociations sont entamées avec le général Valerius Laevinus et mènent Muttinès à ouvrir les portes d’Agrigente aux Romains et leur concède la cité. Dès lors, il soutiendra les forces de Laevinus en Sicile. Cette défection se révéla désastreuse pour Carthage. En effet, elle fit perdre à celle-ci sa dernière place forte en Sicile, força les deux généraux à regagner l’Afrique, condamna les habitants d’Agrigente à un sort terrible (mise en esclavage de la population et exécutions des magistrats) et provoqua la défection de 40 autres cités.
Il est indéniable que Muttinès exerçait un grand ascendant sur ses hommes qu’illustre bien l’apaisement de la mutinerie des 300 Numides retranchés à Héracléa Minoa. Mais aussi la façon dont ses troupes restent neutres en son absence alors qu’Hannon engage le combat mais surtout elles le suivent lorsqu’il rejoint les rangs de Rome. Il montrera dès lors une loyauté indéfectible aux Romains qui en retour l’honorent et à l’initiative d’un tribun de la plèbe, lui octroient la citoyenneté romaine en 209 devenant ainsi officiellement « Marcus Valerius Muttines ». De même, il reçut une propriété à Rome.
Plus tard, en 191, il sert sous les ordres de Scipion l'asiatique aux Thermopyles contre Antiochos III et en 188 av. J.-C., lors du retour de l'armée romaine après l'expédition contre Antiochos, elle employa les troupes de Muttinès comme avant-garde en Thrace où elle fut à un moment confrontée à une armée thrace de 15 000 hommes. Toutefois, elle parvint à les défaire avec seulement 400 hommes et quelques éléphants. En effet, son fils, accompagné de 150 hommes chargea de front les forces thraces tandis que le reste des troupes mené par Muttinès encercla l'ennemi. Enfin, le fils fit volte-face et s'attaqua à l'arrière des troupes ennemies. L'action fut si dévastatrice qu'elle empêcha les Thraces de pouvoir engager les troupes romaines.
Sa réputation exceptionnelle explique aussi qu’il reçut des honneurs officiels en Grèce et notamment à Delphes où il obtient ainsi que ses quatre fils, la proxénie (privilèges civils et relatifs au sanctuaire) durant l’été 190.